# ARN de transferência-mensageiro
RNA transferência-mensageiro (abreviado na literatura como tmRNA, do inglês transfer-messenger RNA, também conhecido como 10Sa RNA e por seu nome genético SsrA) é uma molécula de RNA bacteriano com tanto as propriedades de tRNA como de RNA mensageiro. O tmRNA forma um complexo ribonucleoproteína (tmRNP) junto com Proteína Pequena B (Small Protein B, SmpB), Fator de Alongamento Tu (Elongation Factor Tu, EF-Tu), e proteína ribossomial S1. Em tradução trans, tmRNA e suas proteínas associadas ligam-se a ribossomos bacterianos que pararam no meio da biossíntese de proteínas, por exemplo quando alcançam o fim de um RNA mensageiro que perdeu seu códon de parada. O tmRNA é notavelmente versátil: ele recicla o ribossomo bloqueado, adiciona um marcador indutor de proteólise ao polipeptídeo não terminado, e facilita a degradação do aberrante RNA mensageiro. Na maioria das bactérias estas funções são realizadas por padrão tmRNAs de uma peça. Em outras espécies bacterianas, um gene ssrA permutado produz um tmRNA de duas peças na qual duas cadeias de RNA separadas são unidas por emparelhamento de bases.

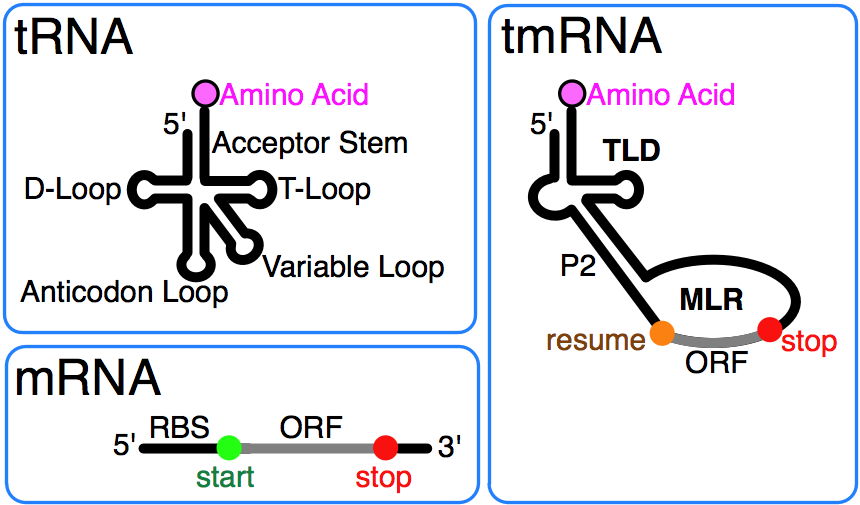
tmRNA combina características de tRNA e mRNA.